# Hochspannungsleitung Wetrino–Isaccea–Juschnoukrajinsk
Die Hochspannungsleitung Wetrino–Isaccea–Juschnoukrajinsk war eine der wenigen 750-kV-Leitungen im heutigen Gebiet der Europäischen Union. Sie ist im Jahr 2010 nur noch zwischen Wetrino in Bulgarien und Isaccea in Rumänien mit 400 kV in Betrieb, der Abschnitt in die Ukraine nach Juschnoukrajinsk ist demontiert. Der in Betrieb befindliche Abschnitt wird mit Dreiphasenwechselstrom betrieben.

## Geschichte
Der Bau der 750-kV-Leitung vom ukrainischen Kernkraftwerk Südukraine in Juschnoukrajinsk über Rumänien nach Bulgarien wurde 1982 in Moskau beschlossen. 1986 erfolgte die erste Teilinbetriebnahme und 1988 die komplette Inbetriebnahme.

## Verlauf
Die Leitung beginnt im Umspannwerk Wetrino in Bulgarien und verläuft in nördlicher Richtung. In der Dobrudscha quert sie die Grenze zwischen Bulgarien und Rumänien und endet im Umspannwerk Isaccea, das nahe an der Grenze zur Ukraine liegt. Im Umspannwerk Isaccea begann der zweite, heute demontierte Leitungsabschnitt. Er überquerte schon nach wenigen Masten die Donau, die die Grenze zwischen Rumänien und der Ukraine bildet, auf 118 Meter hohen Deltamasten in einem 938 Meter langen Spannfeld. Anschließend verlief die Leitung in nördlicher Richtung und überquerte die Grenze zur Republik Moldau zwölf Mal. Obwohl sie unmittelbar am Umspannwerk von Vulcănești vorbeiführte, existierte keine Verbindung zum moldauischen Stromnetz.

## Beschreibung
Die Maste der Leitung sind für die Aufnahme eines Stromkreises in einer Ebene konzipiert. Als Leiterseile fungieren Viererbündel. Nahezu alle Tragmaste sind Portalmaste. Hierbei werden zwei Typen eingesetzt, und zwar freistehende Portalmasten und seilverspannte Portalmasten. Bei ersteren ist der mittlere Isolator V-förmig. Als Abspannmaste werden Masttripel eingesetzt. Hierbei ist bei Abspannmasten ohne starke Richtungsänderung noch ein vierter Mast für die Fixierung der Stromschlaufe nötig. Zur Verdrillung sind anstatt des üblichen einen Verdrillmastes insgesamt fünf Maste nötig.

## Aktueller Status
Der Abschnitt zwischen Wetrino und Isaccea wird seit der Synchronisation des rumänischen Stromnetzes mit dem westeuropäischen Stromnetz mit 400 kV betrieben. Der Abschnitt zwischen Isaccea und Juschnoukrajinsk ist seit der Synchronisation außer Betrieb. Heute ist von diesem Leitungsabschnitt nur ein kurzes Stück vom Umspannwerk Isaccea bis unmittelbar hinter der Donauquerung und ein kurzes Stück im Gebiet des Kernkraftwerks Juschnoukrajinsk vorhanden. In der südlichen Ukraine und in Moldawien stehen noch zahlreiche Maste ohne Leiterseile, wobei die Zahl der fehlenden Maste in nördlicher Richtung tendenziell stark zunimmt. Es ist heute nicht mehr möglich auf Satellitenbildern den kompletten Verlauf der Leitung zu bestimmen.